# Estação Ferroviária da Textang
Textang é uma interface ferroviária em Luanda, Angola. O nome deve-se à existência de instalações da fábrica de têxtil Textang nas proximidades.

## Serviços
A interface é servida por comboios suburbanos.